# Акимовка (Алтайский край)
Аки́мовка — село в Краснощёковском районе Алтайского края. Административный центр Акимовского сельсовета.

## История
Основано в 1882 году. В 1928 году состояло из 212 хозяйств, основное население — русские. В административном отношении село являлось центром Акимовского сельсовета Курьинского района Рубцовского округа Сибирского края.

## Население
| 1926 | 1997 | 1998 | 1999 | 2000 | 2001 |
| ---- | ---- | ---- | ---- | ---- | ---- |
| 1320 | ↘605 | ↘598 | ↘595 | ↗609 | ↘601 |
| 2002 | 2003 | 2004 | 2005 | 2006 | 2007 |
| ↘573 | ↘560 | ↘544 | ↘541 | ↘534 | ↘519 |
| 2008 | 2009 | 2010 | 2011 | 2012 | 2013 |
| ↗553 | ↘512 | ↘509 | ↘506 | ↘488 | ↘480 |

### Национальный состав
Согласно результатам переписи 2002 года, в национальной структуре населения русские составляли 93 %.